# Sur ma ligne
Pour plus de détails, voir Fiche technique et Distribution.
Sur ma ligne est un documentaire français réalisé par  Rachid Djaïdani et sorti en 2007.

## Fiche technique
- Titre : Sur ma ligne
- Réalisation :  Rachid Djaïdani
- Scénario : Rachid Djaïdani
- Photographie : Rachid Djaïdani
- Son : Capucine Courau et Vincent Tulli
- Montage : Lydia Decobert
- Production : Sabrina Hamida
- Pays :  France
- Durée : 55 minutes
- Date de sortie : France - 25 mai 2007

## Sélections
- Festival de Cannes 2007 (programmation de l'ACID)[1]
- Visions du réel 2007[2]